# Мартін Вальстрьом
Мартін Вальстрьом (англ. Martin Wallström; нар. 7 липня 1983, Уддевалла, Вестра-Йоталанд, Швеція) — шведський актор.

## Біографія
Народився в Швеції. Закінчив Академію музики та драми у Гетерборзі, у якій навчався з 2004 по 2008. 

## Кар'єра
Розпочав свою кар'єру у 1998 з фільму «Кохання всього його життя». З того часу актор знімався для шведського кінематографу.  
У 2015 відбувся прорив, Мартіна затвердили на роль Тайрел Велліка у американському психологічному телесеріалі «Пан Робот».

## Особисте життя
У 2008 році одружився зі шведською актрисою Лізою Ліннерторп. Має сина Арвіда.

## Фільмографія

### Фільми
| Рік  | Назва                            | Оригінальна назва                              | Роль               | Примітки        |
| ---- | -------------------------------- | ---------------------------------------------- | ------------------ | --------------- |
| 1998 | «Уся слава»                      | Hela Härligheten                               | Йорген             |                 |
| 2000 | «Перед штормом»                  | Before the Storm                               | Денн               |                 |
| 2001 |                                  | Ingen återvändo                                | Мартін             | короткометражка |
| 2003 | «Інший шлях»                     | Hannah med H                                   | хлопець на вечірці |                 |
| 2006 |                                  | Du & jag                                       | студент            |                 |
| 2008 |                                  | Eldsdansen                                     | Фрей               |                 |
| 2008 | «Арн: Королівство в кінці шляху» | Arn - Riket vid vägens slut                    | Магнус Монехольд   |                 |
| 2008 | «Сельма»                         | Selma                                          | Нілз               | телефільм       |
| 2009 | «Юхан Фальк»                     | Johan Falk:GSI - Gruppen för särskilda insatse | Мартін             |                 |
| 2009 | «Юхан Фальк 2»                   | Johan Falk - Vapenbröder                       | Мартін             |                 |
| 2009 | До чогось прекрасного            | Till det som är vackert                        | Маттіас            |                 |
| 2009 |                                  | Stenhuggaren                                   | Андерс Андерссон   | телефільм       |
| 2010 | «Себбе»                          | Sebbe                                          | крадій             |                 |
| 2010 |                                  | Pax                                            | Тім                |                 |
| 2010 | «У космосі почуттів не буває»    | I rymden finns inga känslor                    | Сем                |                 |
| 2011 | «Кордон»                         | Gränsen                                        | Свен Стенстрьом    |                 |
| 2011 | «Марія Верн — сніжні мрії»       | Maria Wen - Drömmar ur snö                     | Йоспер             |                 |
| 2013 | «Его»                            | Ego                                            | Себастіан          |                 |
| 2013 | «Дурні гроші:Розкішне життя»     | Snabba Cash – Livet deluxe                     | Мартін Хегерстрьом |                 |
| 2014 | «Вигнанка»                       | Nirbashito                                     | Йоган              |                 |
| 2014 |                                  | Remake                                         | Мартін             |                 |
| 2015 |                                  | Nirbashito                                     | Густав             |                 |
| 2017 |                                  | Ashes in the Snow                              | Миколай Кретський  |                 |

### Серіали
| Рік       | Назва                    | Оригінальна назва      | Роль             | Примітки     |
| --------- | ------------------------ | ---------------------- | ---------------- | ------------ |
| 2002      | «Олівія Твіст»           | Olivia Twist           | Боссе            | міні-серіал  |
| 2002      |                          | Familjen               | Фред Гольд       | 12 епізодів  |
| 2003      | «Острів у морі»          | En ö i havet           | Рейнер           | міні-серіал  |
| 2004      | «Місцевий репортер»      | Lokalreportern         | Роббен           | міні-серіал  |
| 2004      |                          | Danslärarens åtkomst   | Молін            | міні-серіал  |
| 2007      | «Коли прийде зараз?»     | Upp till kamp          | Рейнер           | міні-серіал  |
| 2009      |                          | 183 dagar              | відвідувач       | 1 епізод     |
| 2009      | «Комісар Вінтер»         | Kommissarien och havet | Метс             | 1 епізод     |
| 2009      | «Визнати невинним»       | Oskyldigt dömd         | Андерс Хельман   | 1 епізод     |
| 2005–2010 | «Валландер»              | Wallander              | Йенс             | 2 епізоди    |
| 2010      | «Арн: Лицар — тамплієр » | Arn                    | Магнус Монехольд | міні-серіал  |
| 2010      |                          | Drottningoffret        | Джонні           | міні-серіал  |
| 2013      | «Вбивство на Сандхамні»  | Morden i Sandhamn      | Магнус           | 3 епізоди    |
| 2014      | «Спадщина»               | Arvingarna             | Метті            | 1 епізод     |
| 2015–     | «Пан Робот»              | Mr. Robot              | Тайрел Веллік    | головна роль |